# Sam Nivola
Samuel John Nivola (sinh ngày 26 tháng 9 năm 2003) là nam diễn viên người Mỹ. Anh là con trai của hai diễn viên Emily Mortimer và Alessandro Nivola. Anh từng tham gia các phim White Noise (2022) và Eileen (2023), sê-ri phim ngắn The Perfect Couple (2024) và mùa ba của The White Lotus (2025).

## Đời tư
Nivola sinh ra tại bệnh viện Portland, Luân Đôn, mẹ là diễn viên người Anh Emily Mortimer, cha là diễn viên người Mỹ Alessandro Nivola. Cha anh là người gốc Ý, Đức và Do Thái. Anh còn có một em gái tên May, sinh năm 2010, cũng theo nghề diễn xuất. Nam diễn viên hồi nhỏ sống tại Notting Hill, West London sau đó chuyển tới Boerum Hill, Brooklyn, New York. Anh theo học Trung học Saint Ann và Đại học Columbia.

## Danh sách phim

### Điện ảnh
| Năm  | Tên                          | Vai                 | Ct                                    |
| ---- | ---------------------------- | ------------------- | ------------------------------------- |
| 2014 | River of Fundament           | Kidsroom Ensemble   |                                       |
| 2021 | Neighborhood Watch (With/In) |                     | Phim ngắn, đồng biên kịch và đạo diễn |
| 2022 | White Noise                  | Heinrich            |                                       |
| 2023 | Eileen                       | Lee Polk            |                                       |
| 2023 | Maestro                      | Alexander Bernstein |                                       |

### Truyền hình
| Năm  | Tên                 | Vai             | Ct                 |
| ---- | ------------------- | --------------- | ------------------ |
| 2013 | Doll & Em           | Ariel           | Tập: "Six"         |
| 2021 | The Pursuit of Love | Matt            | Tập: "Episode Two" |
| 2024 | The Perfect Couple  | Will Winbury    | Sê-ri ngắn         |
| 2025 | The White Lotus     | Lochlan Ratliff | Vai chính, mùa ba  |